# Cursus honorum
Cursus honorum (lat.) betyder ærefuldt embede. Det ærefulde, honorære, bestod i, at embedet ikke var fast aflønnet i den romerske republik. De seks stillinger, magistraten i den sidste del af republikkens tid kunne tilbyde, udvikledes over en længere årrække.

## Fra kongedømme til embedsstat
Oprindelig var Rom et kongedømme. Regentens beføjelser blev fordelt mellem de to højeste embedsmænd, consulerne. Tribunembedet fik allerede ca. 475 stor betydning som et særligt organ for varetagelse af plebejernes interesser. Med De Licinske Love fra 367 f.Kr. blev grundlaget for en ny struktur fastlagt, idet prætorerne blev ansvarlige for retsplejen, mens ædilerne fik tilsyn med byen, med kornforsyningen og med skuespillene. Herefter var det dels praktiske hensyn, dels politiske og militære hensyn, der udviklede organisationen af embederne.

## Det ærefulde
Æresbegreberne er nok bedst belyst af Cicero, som tager udgangspunkt i forfædrenes dyder. Herfra udvikler han begreberne pligt, retfærdighed og mådehold som de idealer, embedsmændene skal leve op til.  Kravet om at tjene staten i forfædrenes ånd var ikke præcist beskrevet, og Cicero havde politisk interesse i at formulere disse dyder skarpt og præcist.

## Embedsstrukturen
I den sene republiks tid var der via forskellige reformer skabt en fast struktur om embederne:
| Embede  | Antal valgte | Mindstealder ved valg | Hovedopgave                | Andre opgaver (eksempel) |
| ------- | ------------ | --------------------- | -------------------------- | ------------------------ |
| Kvæstor | 20           | 30 år                 | Forvaltning af statskassen |                          |
| Tribun  | 10           | 33 år                 | leder af tribunal          | vetoret                  |
| Ædil    | 4            | 36 år                 | politiopgaver              | Opsyn med kornforsyning  |
| Praetor | 8            | 39 år                 | retsformand                | provinsbestyrer          |
| consul  | 2            | 42 år                 | Hærfører                   | Leder af senatet         |
| censor  | 2            | 42+ år                | folketælling               | Skatteopkrævning         |

Reelt havde disse embedsmænd beføjelser, der svarer til en regerings. Da senatet kun var rådgivende organ og folkeforsamlingen – især i krisetider – havde stærkt begrænset reel indflydelse, var magistraten i det antikke Rom særdeles magtfuld.